# Senolhac
Senolhac (en francès Senouillac) és un municipi francès situat al departament del Tarn i a la regió d'Occitània.

## Demografia
| 1962                                       | 1968 | 1975 | 1982 | 1990 | 1999 | 2006 |
| ------------------------------------------ | ---- | ---- | ---- | ---- | ---- | ---- |
| 735                                        | 775  | 687  | 788  | 879  | 835  | 977  |
| Des de 1962: població sense dobles comptes |      |      |      |      |      |      |

## Administració
| Període   | Identitat              | Partit |
| --------- | ---------------------- | ------ |
| 2001-2008 | Jean-Claude Pech       |        |
| 2008-     | Marie-Thérèse Plageole |        |